# Корнєєв Дмитро Анатолійович
Дмитро Корнєєв (рос. Дми́трий Анато́льевич Корне́ев; нар. 20 серпня 1967) — радянський та російський футболіст, захисник та півзахисник.

## Життєпис
З 1986 по 1987 рік грав за ЦСКА-2, в 27 матчах забив 2 м'ячі. З 1988 по 1989 рік виступав у складі «Червоної Пресні», провів 45 зустрічей. У 1989 році зіграв 3 матчі за «Знамя Труда», після чого повернувся до «Пресні», за яку потім грав до 1991 року, провівши за цей час 70 зустрічей і забив 3 м'ячі.
У 1992 році перейшов у рівненський «Верес», в складі якого став переможцем Першої ліги, а потім дебютував у Вищій лізі України, де провів 3 матчі у сезоні 1992/93 років. Усього за «Верес» зіграв 24 зустрічі в чемпіонаті та першості, і ще 4 матчі провів у Кубку України. У сезоні 1993 року захищав кольори «Кубані», взяв участь в 20 поєдинках команди.

## Досягнення
- Перша ліга чемпіонату України
  -  Чемпіон (1): 1992